# Йозеф Хорешовський
Йозеф Хорешовський (чеськ. Josef Horešovský; нар. 18 липня 1946, Жиліна, Кладно, Чехословаччина) — чехословацький хокеїст та тренер. Грав на позиції захисника. 
Чемпіон світу 1972 року. Член зали слави чеського хокею.

## Клубна кар'єра
В чемпіонаті Чехословаччини грав за СОНП «Польді» (1964-1965), празьку «Спарту» (1965-1969, 1971-1976), «Дуклу» (1969-1971) та «Мотор» (1976-1979). Всього в лізі провів 514 матчів (83 голи). У складі «Дукли» з Їглави двічі вигравав національний чемпіонат (1970, 1971).

## Виступи у збірній
У складі національної збірної був учасником двох Олімпіад (1968, 1972). У Греноблі здобув срібну нагороду, а через чотири роки в Саппоро — бронзову. 
Брав участь у шести чемпіонатах світу та Європи (1968-1973). Чемпіон світу 1972, другий призер 1968, 1971; третій призер 1969, 1970, 1973. На чемпіонатах Європи — дві золоті (1971, 1972), одна срібна (1968) та три бронзові (1969, 1970, 1973) нагороди. В 1968 році був визнаний найкращим захисником турніру. На чемпіонатах світу та Олімпійських іграх провів 59 матчів (13 закинутих шайб), а всього у складі національної збірної — 152 матчі (23 голи).

## Тренерська діяльність
В 1969 році закінчив Карлів університет (факультет фізичного виховання та спорту), отримав тренерську ліцензію.
Входив до тренерського штабу клубів «Мотор» (Чеські Будейовиці), «Шкода» (Пльзень) та «Спарта» (Прага). Чотири сезони був наставником французьких хокейних команд.
В 1990-91 — помічник головного тренера збірної Чехословаччини.
До 2008 року працював з командами другого чеського дивізіону: «Слован» (Усті-над-Лабем), «Млада-Болеслав» та «Требіч». 

## Нагороди та досягнення

### Командні
| Нагороди                 | Команда          | Кіл. | Роки             |
| ------------------------ | ---------------- | ---- | ---------------- |
| Олімпійські ігри         |                  |      |                  |
| Срібло                   | Чехословаччина   | 1    | 1968             |
| Бронза                   | Чехословаччина   | 1    | 1972             |
| Чемпіонат світу          |                  |      |                  |
| Золото                   | Чехословаччина   | 1    | 1972             |
| Срібло                   | Чехословаччина   | 2    | 1968, 1971       |
| Бронза                   | Чехословаччина   | 3    | 1969, 1970, 1973 |
| Чемпіонат Європи         |                  |      |                  |
| Золото                   | Чехословаччина   | 2    | 1971, 1972       |
| Срібло                   | Чехословаччина   | 1    | 1968             |
| Бронза                   | Чехословаччина   | 3    | 1969, 1970, 1973 |
| Чемпіонат Чехословаччини |                  |      |                  |
| Золото                   | «Дукла» (Їглава) | 2    | 1970, 1971       |

### Особисті
| Нагороди                            | Кіл. | Роки |
| ----------------------------------- | ---- | ---- |
| Найкращий захисник чемпіонату світу | 1    | 1968 |